# Indische Badmintonmeisterschaft 1984/85
Die Indische Badmintonmeisterschaft der Saison 1984/1985 fand Anfang 1985 in Neu-Delhi statt. Es war die 49. Austragung der nationalen Titelkämpfe im Badminton in Indien.

## Finalergebnisse
| Disziplin    | Sieger                   | Finalist                   | Ergebnis         |
| ------------ | ------------------------ | -------------------------- | ---------------- |
| Herreneinzel | Syed Modi                | Vimal Kumar                | 18-17, 15-8      |
| Dameneinzel  | Madhumita Bisht          | Ami Ghia                   | 6-11, 11-2, 11-4 |
| Herrendoppel | Leroy D’sa Sanat Misra   | Uday Pawar Pradeep Gandhe  |                  |
| Damendoppel  | Deepti Thanekar Ami Ghia | Madhumita Bisht Amita Modi |                  |
| Mixed        | Pradeep Gandhe Ami Ghia  | Leroy D’sa Madhumita Bisht |                  |